# MARTIJN
MARTIJN fue una asociación neerlandesa que trabaja por la aceptación de las relaciones sexuales entre adultos y niños, fundada en Hoogeveen en 1982. Era la segunda asociación de pedófilos más numerosa después de la NAMBLA. En 2014 fue ilegalizada por el Tribunal Supremo de los Países Bajos.

## Los objetivos de la asociación
La asociación MARTIJN defendía la idea de la posibilidad de un placer recíproco en las relaciones sexuales entre adultos y niños, contra lo que llamaba el «dogma» que pretende que «los niños y los jóvenes sean heridos por las relaciones amistosas e íntimas con personas más mayores». La asociación postulaba cuatro factores a tener en cuenta en todas las relaciones de este tipo:
1. Consentimiento del niño y del adulto.
2. Abertura hacia los padres del niño.
3. Libertad para el niño de interrumpir la relación en cualquier momento.
4. Relación en armonía con el desarrollo del niño.

Para MARTIJN, estas relaciones sexuales deberían tener lugar en una «sociedad libre y humana», donde estuviesen prohibidas la «violencia, fuerza y dominación en las relaciones» y donde reinara «la honestidad, la abertura de espíritu, el placer y el amor». Así pues, MARTIJN era un movimiento muy anclado en los ideales utópicos de la Revolución sexual: la libertad para el amor, contra la autoridad.

## Medios de acción
La asociación editaba una revista trimestral en neerlandés, OK Magazine (Martijn hasta el 1986). La revista incluía estudios sobre la pedofilia, entrevistas a personalidades sobre este tema, ficción y poemas y artículos sobre la adolescencia y la infancia. También contaba con un sitio web en internet y un foro de discusión.

## Críticas
MARTIJN fue puesta fuertemente en tela de juicio: las teorías de los activistas pedófilos ya no son toleradas actualmente. La asociación perdió el apoyo de la comunidad homosexual en 1994, cuando fue excluida de la ILGA y su existencia aparece generalmente en el extranjero como una abominación.
En 2003, miembros de los partidos de extrema derecha Nieuw Rechts y New National Party (NNP) crearon una organización, llamada Stop MARTIJN, con el objetivo de impedir a MARTIJN funcionar a cara descubierta.

## Prohibición
En abril de 2014, la agrupación Martijn fue prohibida por el Tribunal Supremo de los Países Bajos siguiendo el consejo de la Abogacía General del Estado. Frente a la libertad de expresión y de asociación, recogidas en la Constitución, los jueces decidieron que pesaba más «la integridad física y psíquica del menor justo cuando más necesitan ser protegidos y más dependientes son de las personas mayores», señalando además que «este tipo de contactos es contrario a los valores de la sociedad holandesa y pueden dejar secuelas de por vida». El fallo judicial pone así fin a un largo proceso judicial que comenzó en 2011 y obliga a la disolución del grupo, cuyo expresidente estuvo en la cárcel por posesión de pornografía infantil.